# Zamanes
Zamanes (también llamada San Mamed de Zamanes y oficialmente Zamáns) es una parroquia del municipio de Vigo, en la provincia de Pontevedra, Galicia, España.

## Datos básicos
Según datos del padrón de 2019, contaba con una población de 839 habitantes, repartidos en 4 entidades de población, siendo la única parroquia viguesa que no supera los 1000 habitantes.

## Historia
Esta parroquia dependió del obispado de Tui durante la Edad Media, pasando posteriormente a ser un anexo de la parroquia de San Pedro de Cela (actualmente perteneciente a Mos) hasta 1786, año en el que el obispo Fernández-Angulo la declaró independiente. En 1837 pasó a integrarse, junto a otras 7 parroquias, en el recién creado Ayuntamiento de Lavadores, que existió por 104 años hasta que en 1941 fue anexionado por el Ayuntamiento de Vigo.

## Geografía
| NA CÑ VI MA CA FR LA TE CB CN SA AL OY CJ VA SA ZA BM BE Cangas Bueu Moaña Vilaboa Ensenada de San Simón Ría de Aldán Pazos de Borbén Redondela Sotomayor Gondomar Bayona Nigrán Mos Porriño Islas Cíes Océano Atlántico Vigo de Ría |
| Municipio de Vigo. |

Es la parroquia más meridional y rural del término municipal de Vigo, así como la más alejada del centro urbano, del que dista 10 km. Se encuentra en la falda norte de la sierra del Galiñeiro, en el valle del río Zamanes, tributario del Miñor.
En Zamanes se encuentra la Presa de Zamanes, el Campus Universitario de Lagoas-Marcosende de la Universidad de Vigo y la ciudad universitaria diseñada por el arquitecto catalán Enric Miralles.

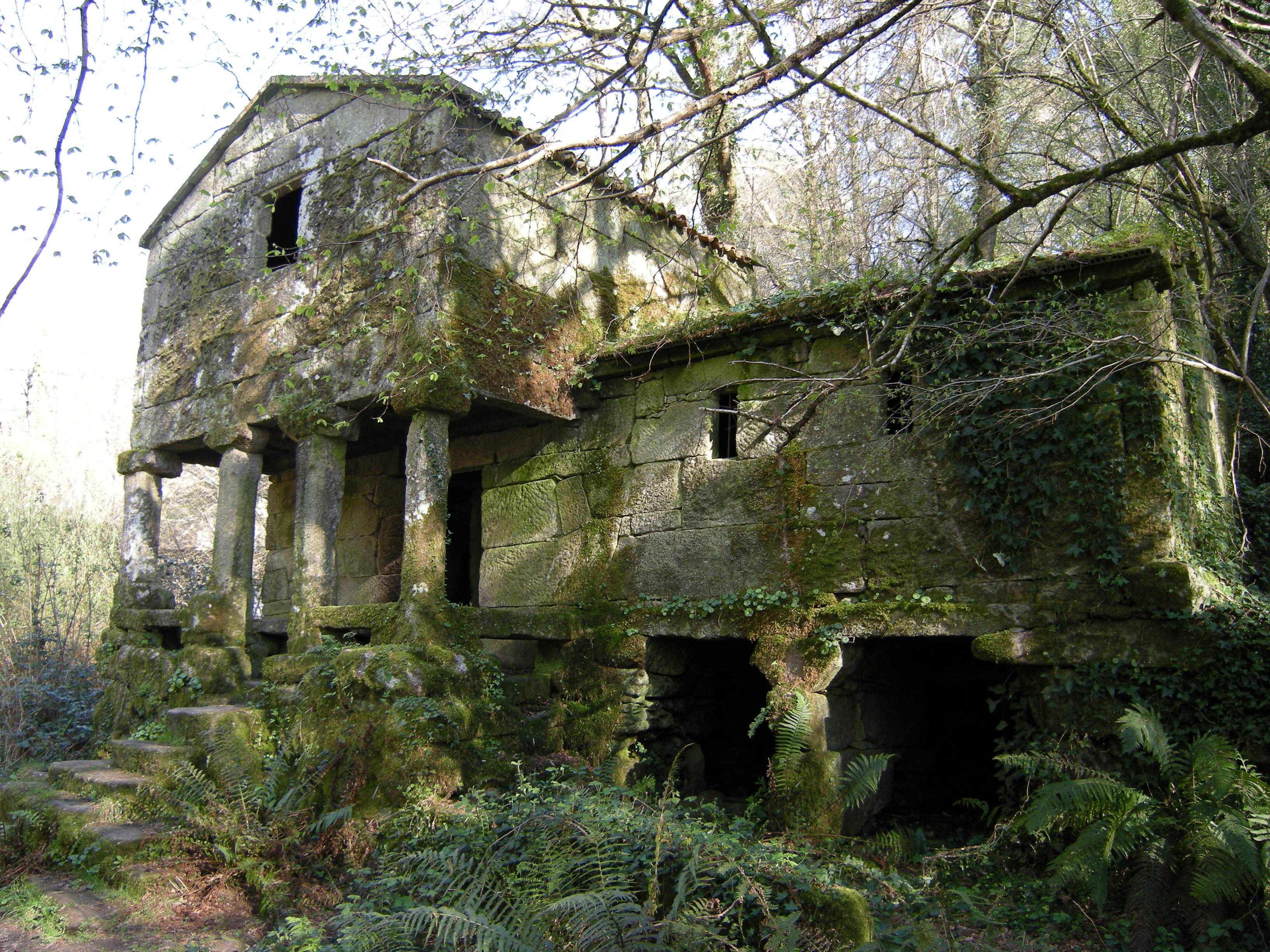
Viejo molino de agua con vivienda de molineros
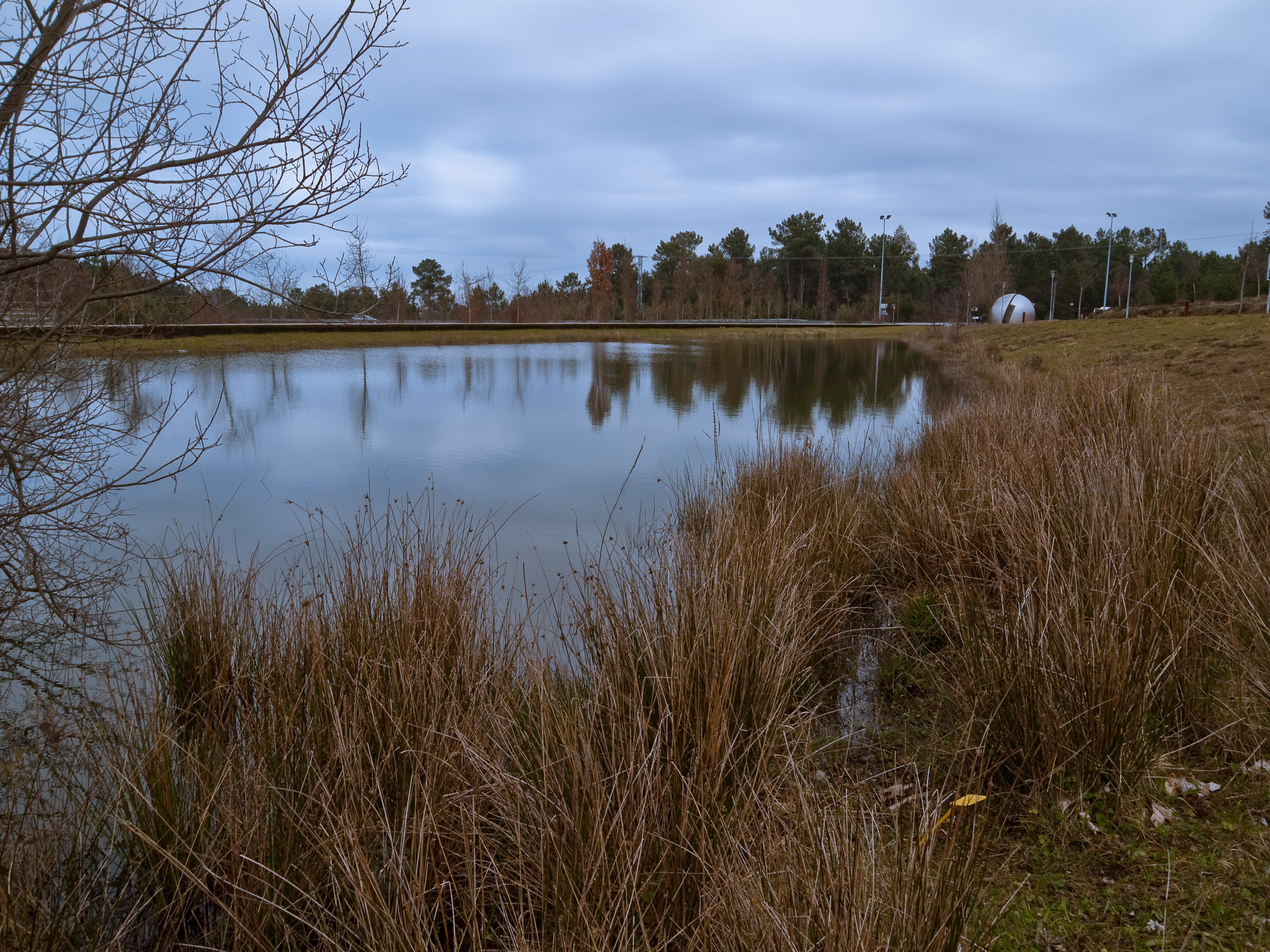
Humedal en el Campus Lagoas-Marcosende de la Universidad de Vigo
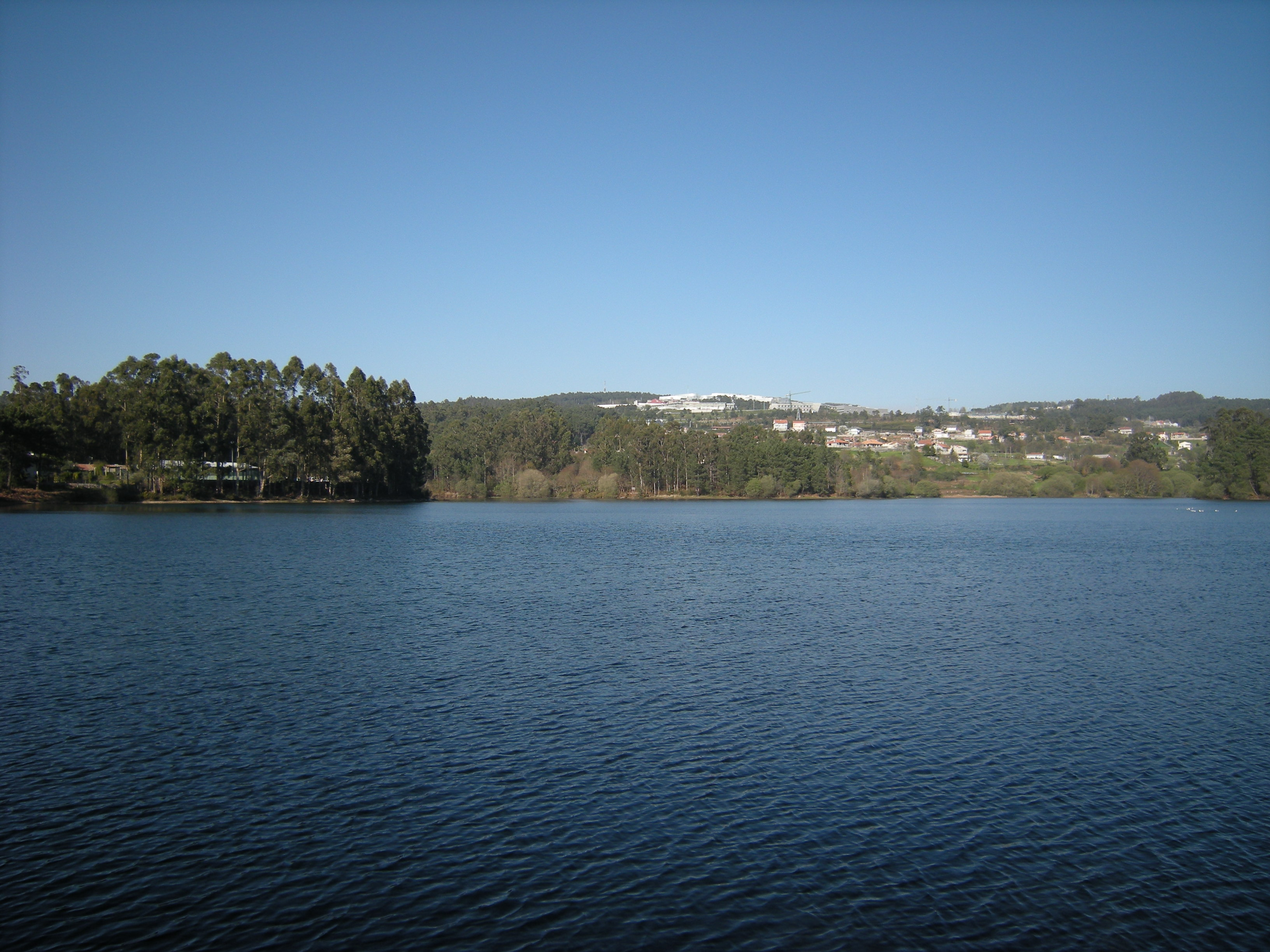
Embalse de Zamanes